# Telago
Telago is een bestuurslaag in het regentschap Kerinci van de provincie Jambi, Indonesië. Telago telt 1148 inwoners (volkstelling 2010).